# Håll takten, spelemän
Håll takten, spelemän (engelska: The Whoopee Party) är en amerikansk animerad kortfilm med Musse Pigg från 1932.

## Handling
Det är hemmafest. Mimmi Pigg spelar piano, medan Musse Pigg, Långben och Klasse står för tilltugg. Men så kommer polisen och avbryter det roliga.

## Om filmen
Filmen är den 46:e Musse Pigg-kortfilmen som producerades och den tionde som lanserades år 1933.
Filmen hade svensk premiär den 6 november 1933 på biografen London i Stockholm.

## Rollista (i urval)
- Walt Disney – Musse Pigg
- Marcellite Garner – Mimmi Pigg
- Pinto Colvig – Långben[5]